# Шульце, Курт
Курт Шульце (28 декабря 1894, Пириц — 22 декабря 1942, Берлин) — деятель антифашистского Сопротивления в Германии, работавший на советскую военную разведку (сеть резидентур «Красная капелла»). Радист. Работал в разведгруппе Ильзы Штёбе, а также помогал разведгруппе Шульце-Бойзена и Харнака.

## Биография
Курт родился седьмым ребёнком из десяти, в бедной семье булочника, Германа Шульце и его жены Анны, урождённой Кофт.
В 1900 году вся семья переехала в Берлин. После окончания народной школы в 1909 году Курт обучался на продавца колониальных товаров, затем работал помощником продавца. Перед Пасхой 1913 года прибыл в Гамбург и устроился юнгой на корабль, направляющийся в Венесуэлу. Через год вернулся в Германию, работал служащим в различных местах. В мае 1916 года обучался морскому делу в Киле, получил образование радиотелеграфиста и авиарадиста на крейсере «Штутгарт». После окончания Первой мировой войны оказался без работы. С 1920 года служил на предприятии своего отца шофером на грузовом такси. В том же году вступил в ряды КПГ; вплоть до 1928 года числился в рабочем объединении Берлин-Панков, где познакомился с Вальтером Хуземаном.
В начале 1929 года прошёл обучение на радиста в СССР и с того времени стал работать на Советскую разведку.8 сентября 1929 года женился на Марте Лейшнер. После смерти отца в 1932 году стал владельцем его таксомоторного предприятия и в 1935 году его продал. Переехал в Петерсхаген и стал работать коммивояжером в Берлинской сырной фабрике. С 1939 года проживал в Берлине. В 1940 году стал работать шофером грузовика на Германской государственной почте. В октябре 1941 года по заданию советской разведки посетил прибывшего из Брюсселя разведчика Анатолия Гуревича.
Примерно в это же время, Курт познакомился с Гансом Копи из разведгруппы Шульце Бойзена, которого впоследствии он обучал радиоделу.
Арестован 16 сентября 1942 года на рабочем месте, в почтамте № 4 на Штеттинском вокзале. Был доставлен в Центральное гестапо на Принцальбрехтштрассе, 8. Переведён в 1942 году в тюрьму Шпандау. Процесс проведён 15—19 декабря 1942 года. Имперским военным судом приговорён к смертной казни «за предательство, содействие врагам и шпионаж». Казнён 22 декабря 1942 года в тюрьме Плётцензее.